# هنجروییه
هنجروییه، روستایی از توابع بخش مرکزی شهرستان زرند در استان کرمان ایران است.

## جمعیت
این روستا در دهستان دشت خاک قرار دارد و براساس سرشماری مرکز آمار ایران در سال ۱۳۸۵، جمعیت آن ۶۰ نفر (۲۰خانوار) بوده‌است.
این روستا دارای بافت تاریخی میباشد که از باقیمانده آن میتوان از برج خشتی آن نام برد.
شواهدی از استفاده ذغال سنگ در زمانهای قدیم در این روستا در دست میباشد.